# Эдисон (премия)
The Edison Awards — набор премий за коммерчески-ориентированные изобретения и инновации, перспективные с точки зрения влияния, рыночной жизнеспособности и финансового успеха. Премия отмечает достижения в создании продукции и сервисов, маркетинге, потребительском дизайне и инновациях. Премия также известна как «Оскар за инновации».
Вручением премий занимающаяся некоммерческая организация «Edison Universe», с декларируемой уставной целью деятельности «поощрение инноваторов». Премии присуждаются только продукции или компаниям (не изобретателям — частным лицам), решение принимается по результатам голосования приглашенных организаторами экспертов и бизнес-деятелей. Премии названы в честь бизнесмена Томаса Эдисона (1847—1931), по утверждению организаторов «символизируют стойкость и превосходство инноваций, персонифицированные личностью Эдисона.»
Методология принятия решений по премиям, по словам организаторов, основана на четырёх базовых критериях: «Концепция, Ценность, Донесение и Влияние.» Первая премия учреждена в 1987 г. Американской маркетинговой ассоциацией, с интересами на стыке маркетинга и общественной деятельности, но затем премии Эдисона как самостоятельное общественное явление, «зажили собственной жизнью», сместив приложение усилий от маркетинга к ускорению запуска в производство рыночно-перспективных изобретений. В 2008 г. стала некоммерческой организацией.

## Учебные стипендии организации Edison Universe
Часть рекламных сборов от освещения процесса номинирования и церемонии награждений расходуется на учебные стипендии, некоммерческую программу, фокусирующуюся на росте популярности инновационной деятельности среди молодежи через насыщение учебных планов и программ информацией об изобретательстве. Кроме того, организация систематически организует встречи победителей и лауреатов премий со студентами для менторства и расширения возможностей для преддипломной практики.

### Номинации
В 2018 г. премии Эдисона вручались в номинациях:
- Прикладные технологии
- Атлетика, спорт и туризм
- Потребительская электроника и информационные технологии
- Потребительские товары
- Энергия и устойчивое развитие
- Здоровье и веллнесс
- Промышленный дизайн
- Инновационные сервисы
- Обустройство жилых, рабочих и учебных пространств
- Массовая информация, визуальные коммуникации и развлечения
- Медицина/стоматология
- Наука
- Общественные инновации
- Космические инновации
- Перевозки и логистика

### Среди лауреатов премии
Прошлые получатели премии за личные достижения:
- 2023 — Патрик Гелсингер — Intel, Джонатан Айв — LoveFrom
- 2022 — Брэкен Даррелл — Logitech, Кармайкл Робертс — Breakthrough Energy Ventures
- 2021 — Дженнифер Холмгрен — LanzaTech, Райнхольд Шмидинг – Arthrex
- 2019 — Вирджиния Рометти — IBM[2]
- 2018 — Мэрилин Хьюсон — Lockheed Martin
- 2017 — Джефф Иммельт — General Electric
- 2017 — Астро Тэллер — X
- 2016 — Джон Чемберс — Cisco Systems, Inc.
- 2015 — Клэйтон Кристенсен — Harvard Business School
- 2015 — Роберт Луц — General Motors Company
- 2014 — Ян Юаньцин — Lenovo[3]
- 2014 — Илон Маск — Tesla, SpaceX[4]
- 2013 — Пол Якобс — Qualcomm
- 2012 — Крис Андерсен — TED
- 2012 — Стив Джобс — Apple, Inc.
- 2011 — Джон Хендрикс — Discovery Communications
- 2011 — Алан Малалли — Ford Motor Company